# ميخائيل وايس (دراج)
ميخائيل وايس (بالألمانية: Michael Weiss)‏ هو دراج نمساوي، ولد في 17 يناير 1981 في Gumpoldskirchen ‏ في النمسا.

## وصلات خارجية
- الموقع الرسمي
- مايكل فايس على موقع أرشيف الدراجات (الإنجليزية)
- مايكل فايس على موقع إحصائيات الدراجات الإحترافية (الإنجليزية)
- مايكل فايس على موقع اتحاد الترياتلون الدولي (الإنجليزية)
- مايكل فايس على موقع IAT Triathlon Database (الإنجليزية)
- مايكل فايس على موقع أوليمبيديا (الإنجليزية)